# Hyginus Kim Hee-jong
Hyginus Kim Hee-jong, né le 21 février 1947 à Mokpo durant l'administration américaine de Corée du Sud, est un évêque sud-coréen, archevêque de Gwangju entre 2010 et 2022.

## Jeunesse
Kim nait à Mokpo et est fait prête en 1975. Il gravit les échelon à l'intérieur de l'archidiocèse de Gwangju devenant évêque auxiliaire en 2003, coadjuteur et finalement fait archevêque l'année suivante. Sa consécration est faite par l'archevêque Andreas Choi Chang-mou (de) avec son prédécesseur Victorinus Youn Kong-hi et l'évêque de évêque de Jeju (en) Peter Kang U-il come co-consécrateurs.

## Archevêque
En 2014, il est nommé à la tête de la Conférence des évêques de Corée à la fin d'un rencontre de quatre jours. Durant son mandat, il est membre de délégations diplomatiques en Corée du Nord. Il quitte son poste d'archevêque en 2022 dû à son âge.

## Succession apostolique
Hyginus Kim Hee-jong a ordonné les évêques suivants :
- Comme consécrateur :
  - Archevêque Simon Ok Hyun-jjn (de) (2011)

- Comme co-consécrateur :
  - Évêque John Kim Son-Tae (2017)
  - Évêque Pius Moon Chang-woo (2017)